# Pont del Molí d'en Font
el Pont del Molí d'en Font és una infraestructura al terme municipal de Borredà (Berguedà) inclosa en l'Inventari del Patrimoni Arquitectònic de Catalunya. El pont fou construït al s. XVIII juntament amb el molí bataner del mateix nom al peu de la riera del Merdançol. El pont permetia l'accés al molí del gremi de paraires i teixidors de Borredà. Apareix documentat des de l'any 1741, quan el pont ja deuria estar acabat. Pont d'un sol ull fet a partir de grans dovelles força irregulars. Els pilars que el suporten s'assenten sobre la roca viva. El paviment original es troba en mal estat; ha perdut les filades superiors que protegien l'estret pas. Fou construït al segle xviii per accedir al molí fariner i bataner d'en Font, situat al peu de la riera del Mercançol, prop del límit del terme de Borredà amb Vilada.